# Friedrich Gerber (Geistlicher)
Friedrich Gerber, auch Fritz Gerber (* 14. Februar 1828 in Gsteig; † 5. Juli 1905 in Bern), von Eggiwil, war ein Schweizer evangelischer Geistlicher und Pädagoge.

## Leben
Friedrich Gerber war der Sohn des Pfarrers Johann Rudolf Gerber von Eggiwil. Er besuchte seit 1838 die Knabenanstalt in Korntal und das Gymnasium (heute: Gymnasium Kirchenfeld) in Bern. 1846 immatrikulierte er sich an der Universität Bern und begann ein Theologiestudium, das er an der Universität Halle fortsetzte, dort wurde er durch die Vorlesungen des Erweckungstheologen August Tholuck stark geprägt.
Nach Beendigung des Studiums war er unter anderem von 1850 bis 1855 Vikar in Aarwangen. Dort gründete er 1854 eine private gymnasiale Schule, weil er sah, dass es zwar Schüler gab, die die Fähigkeiten zu einem Studium hatten, jedoch aus finanziellen Mitteln kein Gymnasium mit dem Abschluss der Matura besuchen konnten; der erste Unterricht fand in seinem Privatzimmer statt. Nachdem sich immer mehr Schüler anmeldeten, regte er bei der Evangelischen Gesellschaft des Kantons Bern die Gründung einer Literarschule an und fand die notwendige Unterstützung, sodass am 24. Juli 1854 die Anstalt in einer Kammer der Scheune des Schlosses Aarwangen eröffnet werden konnte. Im darauffolgenden Jahr wurde eine Seminarabteilung zur Ausbildung von Lehrern angegliedert. 
1855 verstarb der Pfarrer von Aarwangen und die dortige Bevölkerung wünschte sich Friedrich Gerber als Nachfolger, dieser war jedoch den örtlichen Persönlichkeiten zu fromm, sodass er nicht als Pfarrer bestätigt wurde; die Bevölkerung hatte seinerzeit nur das Vorschlagsrecht. Zur gleichen Zeit wurde der Griechischlehrer Theodor von Lerber wegen seiner pietistischen Anschauung vom Gymnasium  Bern entlassen. Mit diesem entschloss sich nun, Friedrich Gerber mit der Schule in ein Gebäude der Familie von Eduard von Wattenwyl in Diessbach bei Büren überzusiedeln; die Schule nannte sich anfangs Pension der Herren von Lerber und Gerber in Bern. Die Schulgeschäfte leitete von Lerber, während Gerber die Direktion ausübte, der inzwischen auch Vikar am Berner Münster geworden war. Später erfolgte die Verlegung der Schule auf den Muristalden und nachdem 1860 die Lehranstalt als Evangelisches Lehrerseminar Muristalden ein Zweig der Evangelischen Gesellschaft geworden war (heute: Campus Muristalden), erfolgte die Abtrennung der Literarschule, aus der in der Folge das heute noch bestehende Freie Gymnasium entstand.  
1860 gründete er die Schweizer Badener Konferenz und am 22. Juni 1863 in Bern den Evangelischen Schulverein als Christlicher Lehrerverein; der kantonale Verein gab sich am 28. Mai 1868 eigene Statuten und 1881 wurde der Evangelische Schulverein der Schweiz gegründet. Er initiierte auch die 1876 die Gründung der Predigerschule Basel. 
Für Jahrzehnte war er führend in der Evangelischen Gesellschaft des Kantons Bern. Von 1863 bis 1869 war der Pfarrer an der Nydeggkirche. Friedrich Gerber war seit 1855 mit Sophie (geb. Perret) verheiratet.

## Mitgliedschaften
Friedrich Gerber war, ebenso wie Theodor von Lerber, Mitglied des Schweizerischen Zofingervereins.

## Schriften (Auswahl)
- mit Peter Henzi: Standrede. Druck von C. Rätzer, Bern 1856.
- Minimum und Maximum: Zwei Gedichte für Freunde und Feinde. Bern 1872.
- Drei Perlen: Eine Volksschrift vom Verfasser des «Flachstüchlein». Basel 1875.
- Fünfzig Jahre der evangelischen Gesellschaft des Cantons Bern: ein Jubiläums-Gruss an ihre Glieder und Freunde. C. F. Spittler, Basel 1881.
- Allerlei für einfache Leute: Eine Gabe an den Bazar für das Evangelische Seminar auf dem Muristalden. Wyss, Bern 1884.
- Eduard von Wattenwyl. Bern 1890.
- Was mir mein Flachstüchlein erzählt hat. Basel 1896.